# Annegrit Schmitt
Annegrit Schmitt-Degenhart, geborene Annegrit Schmitt (* 21. Februar 1929 in Frankfurt am Main; † 21. Juni 2021 in München), war eine deutsche Kunsthistorikerin mit den Spezialgebieten Zeichnungen und Grafik.

## Leben und Werk
Annegrit Schmitt studierte von 1949 bis 1955 an den Universitäten Mainz, Freiburg und München Kunstgeschichte, Klassische Archäologie, Christliche Archäologie, Paläographie und Historische Hilfswissenschaften. 1955 wurde sie an der Universität München bei Hans Sedlmayr mit einer von Peter Halm angeregten Arbeit über Hanns Lautensack promoviert. Noch im gleichen Jahr wurde sie Mitarbeiterin von Bernhard Degenhart am Corpus der italienischen Zeichnungen 1300–1450, zunächst als Stipendiatin der DFG, ab 1966 bis zu ihrer Pensionierung 1994 als Mitarbeiterin der Staatlichen Graphischen Sammlung München. 1986 wurde sie Mitglied des Ateneo Veneto, 2004 erhielt sie das Verdienstkreuz 1. Klasse der Bundesrepublik Deutschland.
Annegrit Schmitt war verheiratet mit dem Kunsthistoriker Bernhard Degenhart (1907–1999), dem Direktor der Staatlichen Graphischen Sammlung München.
Zusammen mit Bernhard Degenhart arbeitete Annegrit Schmitt an dem Monumentalwerk Corpus der italienischen Zeichnungen 1300–1450, von dem 2004 der dritte Teil in zwei Bänden erschien, in dem die Autoren das zeichnerische Werk von Antonio Pisanello vorstellen. Gottfried Knapp würdigte es als wissenschaftliches Schlüsselwerk über einen bedeutenden Komplex der italienischen Kunstgeschichte. 2011 erschien der dritte Teilband von Teil drei.
Annegrit Schmitt starb im Juni 2021 im Alter von 92 Jahren.

## Schriften (Auswahl)
- Hanns Lautensack (= Nürnberger Forschungen 4). Verein für Geschichte der Stadt Nürnberg, Nürnberg 1957 (Dissertation).
- Der Meister des Tiermusterbuchs von Weimar. Mit Aufnahmen von Engelbert Seehuber. Biering und Brinkmann, München 1997, ISBN 3-930609-14-2.
- mit Bernhard Degenhart und Joachim Eberhardt: Corpus der italienischen Zeichnungen 1300–1450. Teil II: Venedig - Jacopo Bellini, Gebr. Mann Verlag, Berlin, 1990, ISBN 978-3-7861-1616-5.
- mit Bernhard Degenhart: Corpus der italienischen Zeichnungen 1300–1450. Teil III: Verona.
  - Teilband 1–2: Pisanello und seine Werkstatt, Biering und Brinkmann, München 2004, ISBN 978-3-930609-45-1; ISBN 978-3-930609-46-8.
  - Teilband 3: Das Badile-Album. Studiensammlung einer Veroneser Künstlerwerkstatt. Biering und Brinkmann, München 2011, ISBN 978-3-930609-59-8.